# کلیسای مریم ننه
کلیسای مریم ننه در محلهٔ مارالان در شهر تبریز استان آذربایجان شرقی، مابین کوچه خان و ارمنی دونن و در محل قبرستان ارمنی باغی در کوچه‌ای روبروی روس باغی (باغ روس‌ها - ملک جمهوری فدراتیو روسیه فعلی) قرار دارد. این کلیسا در دوره قاجار ساخته شده‌است.

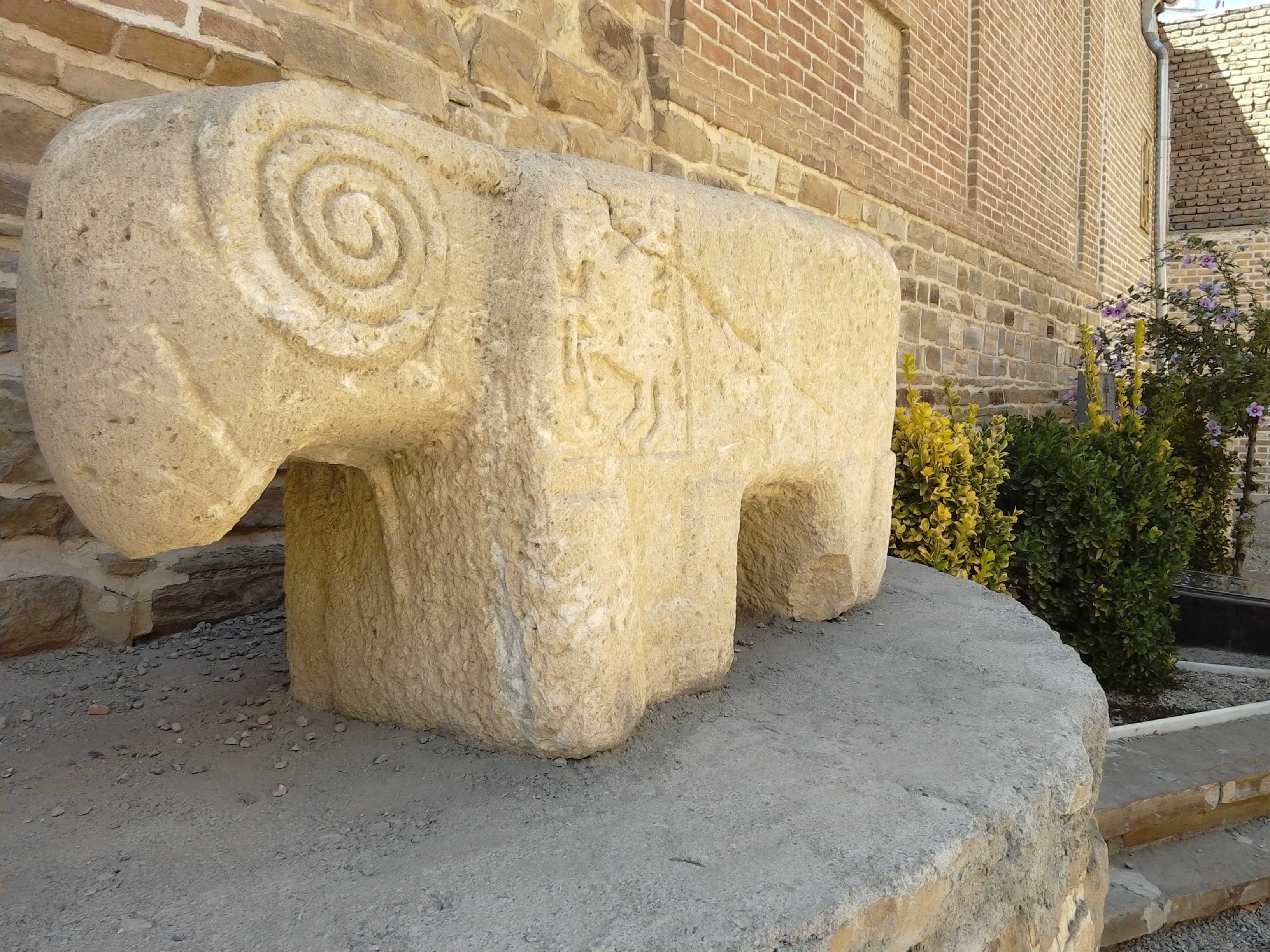
محوطهٔ کلیسای مریم ننه